# Cantó de La Charité-sur-Loire
El cantó de La Charité-sur-Loire és un cantó francès del departament del Nièvre, situat al districte de Cosne-Cours-sur-Loire. Té 14 municipis i el cap és La Charité-sur-Loire.

## Municipis
- Beaumont-la-Ferrière
- La Celle-sur-Nièvre
- Champvoux
- La Charité-sur-Loire
- Chasnay
- Chaulgnes
- La Marche
- Murlin
- Nannay
- Narcy
- Raveau
- Saint-Aubin-les-Forges
- Tronsanges
- Varennes-lès-Narcy

## Història
| Data d'elecció                           | Identitat            | Partit                               | Qualitat |
| ---------------------------------------- | -------------------- | ------------------------------------ | -------- |
| 1945-1949                                | M. Thurot            | SFIO                                 |          |
| 1949-19..                                | M. Simonet           | RPF                                  |          |
| 19..-19..                                | Henri Martinet       | Divers droite, després divers gauche |          |
| 19..-1973                                | Robert Picq          | PSU                                  |          |
| 1973-1992                                | Robert Guillaume     | PS                                   |          |
| 1992-1998                                | Jannick Lardeyret    | RPR                                  |          |
| 1998-                                    | Constantin Rodriguez | PS                                   |          |
| les dades anteriors no són pas conegudes |                      |                                      |          |
|                                          |                      |                                      |          |

## Demografia
| A partir de 1990: Població sense dobles comptes |